# Сербуа
Сербуа́ (фр. Cerbois) — коммуна во Франции, находится в регионе Центр. Департамент — Шер. Входит в состав кантона Люри-сюр-Арнон. Округ коммуны — Вьерзон.
Код INSEE коммуны — 18044.

## География
Коммуна расположена приблизительно в 195 км к югу от Парижа, в 90 км южнее Орлеана, в 24 км к западу от Буржа.
По территории коммуны протекает река Арнон.

## Население
Население коммуны на 2008 год составляло 435 человек.
| 1962 | 1968 | 1975 | 1982 | 1990 | 1999 | 2008 |
| ---- | ---- | ---- | ---- | ---- | ---- | ---- |
| 278  | 296  | 264  | 253  | 313  | 359  | 435  |

## Экономика
В 2007 году среди 273 человек в трудоспособном возрасте (15-64 лет) 198 были экономически активными, 75 — неактивными (показатель активности — 72,5 %, в 1999 году было 66,2 %). Из 198 активных работали 180 человек (99 мужчин и 81 женщина), безработных было 18 (10 мужчин и 8 женщин). Среди 75 неактивных 28 человек были учениками или студентами, 23 — пенсионерами, 24 были неактивными по другим причинам.

## Фотогалерея
- Церковь Сен-Мартен
- Замок
- Мэрия
- Карта коммуны